# أمينة بنت خلف
أمِينة بنت خَلَف بن أسعد بن عامر بن بياضة بن سبيع الخُزاعية, وقيل: أُميمة، وقيل: هُمَيْنَةُ، وقيل: هُميمة، وقيل: أمينة بنت خلف، وقيل: بنتُ خالد بن أسعد الخُزاعيّة, وهيَّ عَمّة طلحة بن عبد الله بن خَلَف المُلقب بِطلحة الطلحات. صحابية جَّليلة من المهاجرين.
اعتنقت الإسلام قَدِيماً وهاجرت إلى أرض الحبشة «الهجرة الثانية» مع زوجها خالد بن سعيد بن العاص بن أميّة، فولدت له هناك: 
- سعيد بن خالد.
- أَمَةَ بنت خالد، تزوّجت الزبيرُ بن العوّام فولدت لهُ: عمراً وخالداً ابني الزبير.[1][2]